# Estado Islámico del África Central
El Estado Islámico del África Central (abreviado IS-CAP por su acotación al inglés, también conocido como Wilayah África Central y  Wilayat Wasat Ifriqiya ) es una filial y división administrativa del Estado Islámico de Irak y el Levante (ISIS), un grupo terrorista yihadista salafista y protoestado no reconocido. Como resultado de la falta de información, la fecha de fundación y la extensión territorial del IS-CAP son difíciles de medir, mientras que la fuerza militar y las actividades de los afiliados de la división administrativa islámica son objeto de controversia. Según los medios pro-EI y algunas otras fuentes, el Estado Islámico del África Central tiene presencia en la República Democrática del Congo y en Mozambique. En septiembre de 2020, durante la insurgencia en Cabo Delgado, IS-CAP cambió su estrategia de asaltar a ocupar territorio y declaró la ciudad mozambiqueña de Mocímboa da Praia como su capital.

## Historia

### Trasfondo y fundación
Tras la ocupación de gran parte del territorio en Siria así como Irak, y su proclamación de un califato restaurado, el Estado Islámico (EI) se hizo conocido internacionalmente y un aliado atractivo para los grupos yihadistas alrededor del mundo. Varios grupos rebeldes en África occidental, Somalia y el Sáhara juraron lealtad al EI, estas facciones crecieron en importancia a medida que la facción central de ISIL en el Oriente Medio declinaba. A pesar de la creciente importancia de los grupos pro-EI en el oeste, el norte y el este de África, durante años no surgió ninguna facción importante del EI en el centro y el sur de África. Una facción conocida como El "Estado Islámico en Somalia, Kenia, Tanzania y Uganda" se creó en abril de 2016, pero solo estuvo activo en Somalia y Kenia durante un breve período.
En octubre de 2017, apareció un video en canales pro-EI que mostraba a un pequeño número de militantes en la República Democrática del Congo que afirmaban ser parte del grupo "Ciudad del monoteísmo y los monoteístas" (MTM). El líder de los militantes continuó diciendo que "esto es Dar al-Islam del Estado Islámico en África Central" y llamó a otros como personas con mentalidad de viajar al territorio MTM para unirse a la guerra contra el gobierno. El Long War Journal señaló que aunque este grupo pro-EI en el Congo parecía ser muy pequeño, su surgimiento había ganado una notable cantidad de atención por parte de los simpatizantes del EI. Posteriormente hubo disputas sobre la naturaleza de MTM. El Congo Research Group (CRG) argumentó en 2018 que MTM era de hecho parte de las Fuerzas Democráticas Aliadas (ADF), un grupo islamista que ha librado una insurgencia en el este República del Congo, así como la vecina Uganda durante décadas. Algunos expertos creían que ADF había comenzado a cooperar con IS, y que MTM era su intento de obtener públicamente el apoyo de los leales al Estado Islámico.
El autoproclamado califa del EI Abu Bakr al-Baghdadi mencionó por primera vez una "Provincia de África Central" en un discurso en agosto de 2018, lo que sugiere que esta rama ya existía antes. A mediados de 2018, la Unión Africana afirmó que los militantes del Estado Islámico se habían infiltrado en el norte de Mozambique, donde los rebeldes islamistas de Ansar al-Sunna ya había emprendido una insurgencia desde 2017.
En mayo de 2018, algunos rebeldes mozambiqueños publicaron una foto de ellos mismos posando con una bandera negra que fue utilizada por IS, pero también por otros grupos yihadistas. En general, la presencia de IS en Mozambique seguía siendo cuestionada en ese momento, y la policía del país negó rotundamente que los leales al Estado Islámico estuvieran activos en el área.

### Aparición pública
Varios medios de comunicación yihadistas como la Agencia de noticias Amaq, la Agencia de noticias Nashir y el boletín informativo Al-Naba declararon en abril de 2019 que la "Provincia de África Central" del Estado Islámico había llevado a cabo ataques en el este de la República Democrática del Congo. Esta fue la primera vez que IS-CAP realmente surgió como una entidad tangible. Las primeras supuestas incursiones de la Provincia de África Central de ISIL se dirigieron a las Fuerzas Armadas Congoleñas (FARDC) en la aldea de Kamango y una base militar en Bovata el 18 de abril, ambas localidades están cerca de Beni, República Democrática del Congo, cerca de la frontera con Uganda.
No quedó claro cuántos militantes en el Congo se habían unido realmente al EI, el periodista Sunguta West consideró la declaración de la Provincia de África Central como un intento de un EI debilitado "para aumentar su ego y proyectar fuerza" después de sus derrotas en Siria e Irak. Una foto publicada por el boletín Al-Naba mostraba a unos 15 supuestos miembros de IS-CAP. El Defense Post argumentó que una facción disidente de las ADF posiblemente se había unido a IS-CAP, mientras que el liderazgo oficial de las ADF no había hecho ningún bay'ah ("juramento de lealtad") a Abu. Bakr al-Baghdadi o IS en general. El investigador Marcel Heritier Kapiteni en general dudaba de que los seguidores del Estado Islámico hubieran estado involucrados en los ataques, argumentando que IS-CAP podría no ser más que una herramienta de propaganda en una "guerra mediática". Según él, "el terreno de la República Democrática del Congo no es socialmente favorable para el Islam radical". Sin embargo, en junio de 2019 se publicó un video de propaganda que mostraba al líder de las ADF Musa Baluku prometiendo lealtad al Estado Islámico.

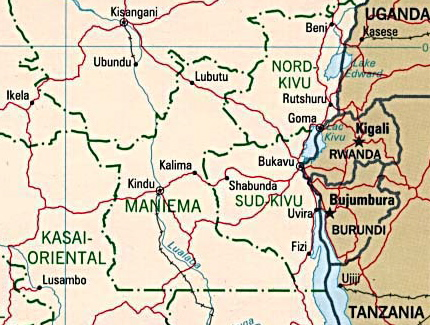
Mapa del este de la República Democrática del Congo, una de las principales áreas de actividad de IS-CAP. Beni está ubicado en Kivu del Norte cerca de la frontera con Uganda

El 4 de junio de 2019, IS afirmó que su Provincia de África Central había llevado a cabo un ataque exitoso contra las Fuerzas Armadas de Mozambique (FAM) en Mitopy en el Distrito de Mocímboa da Praia, Mozambique. Al menos 16 personas murieron y unas 12 resultaron heridas durante el ataque. En este punto, IS consideraba a Ansar al-Sunna como uno de sus afiliados, aunque no estaba claro cuántos rebeldes islamistas en Mozambique eran realmente leales a IS. Al menos 16 personas murieron y unas 12 resultaron heridas durante el ataque. En este punto, IS consideraba a Ansar al-Sunna como uno de sus afiliados, aunque no estaba claro cuántos rebeldes islamistas en Mozambique eran realmente leales a IS.  En octubre de 2019, IS-CAP llevó a cabo dos emboscadas contra las fuerzas de seguridad mozambiqueñas y los mercenarios rusos aliados del Grupo Wagner en la provincia de Cabo Delgado, y supuestamente mató a 27 soldados. En contraste con su creciente presencia en Mozambique, las operaciones de IS-CAP en el Congo seguían siendo pequeñas en escala y número a fines de 2019. El investigador Nicholas Lazarides argumentó que esto demostraba la falta de alineación de ADF con IS, lo que sugiere que IS-CAP era de hecho solo un facción escindida. En consecuencia, la principal importancia de la Provincia de África Central residía en su valor de propaganda y su futuro potencial para crecer a través de sus conexiones con el bien establecido y conocido grupo central de IS .

### Incremento de actividad en Mozambique y el Congo
La Provincia de África Central prometió oficialmente lealtad al nuevo califa del EI Abu Ibrahim al-Hashimi al-Qurashi el 7 de noviembre de 2019. El 7 de abril de 2020, los combatientes de IS-CAP masacraron a 52 civiles en la aldea de Xitaxi, en el norte de Mozambique, cuando se negaron a unirse a sus fuerzas. Más tarde ese mes, las autoridades mozambiqueñas admitieron por primera vez que los seguidores del Estado Islámico estaban activos en el país. El 27 de junio, las tropas del IS-CAP ocuparon la ciudad de Mocímboa da Praia por un corto tiempo, provocando la huida de muchos lugareños. El boletín al-Naba del Estado Islámico, en consecuencia, promocionó los supuestos éxitos de IS-CAP en Mozambique, afirmando que el "ejército cruzado de Mozambique" y los "mercenarios del aparato de inteligencia ruso cruzado" (también conocido como el Grupo Wagner) estaban siendo rechazados. por las fuerzas locales del Estado Islámico. En ese momento, Sudáfrica había enviado fuerzas especiales para ayudar a las fuerzas de seguridad de Mozambique contra los rebeldes, incluidos IS-CAP.
Además el IS-CAP aumentó considerablemente sus ataques en la República Democrática del Congo, con 33 incidentes desde mediados de abril hasta julio. Su ataque más notable tuvo lugar el 22 de junio, cuando los combatientes del Estado Islámico tendieron una emboscada a las fuerzas de paz de Indonesia MONUSCO cerca de Beni, matando a uno e hiriendo a otro. El 11 de agosto de 2020, IS-CAP derrotó a las Fuerzas Armadas de Defensa de Mozambique y una vez más logró tomar la ciudad de Mocimboa da Praia en una gran ofensiva. Los yihadistas también proclamaron haber capturado varios otros asentamientos, así como dos bases militares alrededor de la ciudad, incautando cantidades significativas de armamento y municiones. Posteriormente, los rebeldes declararon Mocímboa da Praia la capital de su provincia y ampliaron aún más sus posesiones al capturar varias islas en el Océano Índico durante septiembre, siendo la Isla Vamizi la más destacada. Todos los lugareños se vieron obligados a abandonar las islas, y todos los hoteles de lujo locales fueron incendiados. En ese momento, IS-CAP se había convertido en una de las "provincias más importantes" de IS en África.
En septiembre de 2020, se publicó un video de propaganda en el que Musa Baluku declaraba que las ADF habían dejado de existir y habían sido reemplazadas por IS-CAP. En este punto, una "facción importante" de ADF se había unido a Baluku para convertirse en parte de IS, mientras que una escisión más pequeña permaneció leal a los ideales del exlíder de las ADF Jamil Mukulu. El International Crisis Group sostuvo que las facciones rivales también se habían dividido geográficamente, con algunos elementos moviéndose a las Montañas Rwenzori, mientras que otros se habían reubicado en la Provincia de Ituri.
El 20 de octubre, las fuerzas de IS-CAP lograron liberar a más de 1335 prisioneros en la prisión central de Kangbayi en Beni, lo que convirtió este ataque en una de las mayores fugas de prisiones de ISIS en años. A pesar de tales éxitos, el IS-CAP congoleño no ha tenido alcance territorial mayor hacia fines del 2020. Por el contrario, IS-CAP participó en la un asalto a la ciudad de Palma en Mozambique a fines de marzo de 2021. Aunque los rebeldes se retiraron de la ciudad después de una ofensiva realizada por el ejército, la batalla dejó la mayor parte de la ciudad destruida y un gran número de civiles muertos. IS-CAP se retiró con mucho botín y el observatorio de conflictos Cabo Ligado concluyó que la batalla fue una victoria general para los rebeldes. El Estado Islámico se atribuyó la responsabilidad de dos explosivos en Beni, en junio de 2021, un terrorista ugandés detonó explosivos en una concurrida intersección, mientras que dos personas resultaron heridas cuando un artefacto explosivo fue detonado dentro de una iglesia católica. Según un portavoz militar congoleño, el terrorista suicida fue identificado como miembro de las ADF, lo que demuestra la lealtad del grupo a IS-CAP. Los atentados fueron los primeros de su tipo en Beni, lo que generó preocupaciones de que IS-CAP estaba utilizando cada vez más las tácticas típicas del Estado Islámico. El gobierno congoleño cerró los principales espacios públicos durante dos días e impuso restricciones a las reuniones públicas como medida de precaución contra nuevos ataques.
En agosto de 2021, las fuerzas conjuntas de Mozambique y Ruanda pudieron retomar Mocímboa da Praia como parte de las una ofensiva. Las fuerzas IS-CAP mozambiqueñas trasladaron su cuartel general a la base "Siri" cerca del Río Messalo. 
Mientras la rama IS-CAP mozambiqueña se retiraba, los leales al IS congoleños ampliaban su área de operaciones como parte de dos ofensivas en la provincia de Ituri. El IS-CAP congoleño también comenzó a involucrarse en las disputas locales del conflicto de Ituri, poniéndose del lado de Banyabwisha (un grupo hutu contra otros grupos étnicos locales, lo que provocó que una aldea de Banyabwisha declarara lealtad a los Estado Islámico. El grupo también comenzó a hacer proselitismo más activamente con los lugareños para convertirlos al Islam. Los investigadores de Long War Journal Caleb Weiss y Ryan O'Farrell argumentaron que esto podría insinuar un intento de IS-CAP de construir una base de apoyo local genuina de la que tradicionalmente carecían las antiguas ADF.
El 8 de octubre, IS-CAP reivindicó su primer ataque en Uganda cuando un atacante suicida detonó en un puesto policial en Kawempe una localidad a las afueras de Kampala. Esto marcó el comienzo de una seguidilla de ataques suicidas en Kampala que duró hasta noviembre, que dejó once muertos y más de 39 heridos. Mientras tanto, las fuerzas de seguridad arrestaron a un grupo de presuntos miembros de IS-CAP en la capital de Ruanda, Kigali, Weiss y O'Farrell especularon que este grupo había planeado ataques en "venganza" por las operaciones de Ruanda contra las fuerzas del EI en Mozambique.

## Organización
De acuerdo Jacob Zenn, los elementos congoleños y mozambiqueños del IS-CAP constituyen dos "alas" de la provincia. Ambos están respaldados por el comando central de ISIL a través de financiamiento, propaganda y recibido textos de la "Biblioteca al Himmah", una colección de escritos hechos por el ISIL. Aunque ambas alas siguen siendo militarmente relativamente débiles, son lo suficientemente fuertes como para mantener el territorio en las áreas donde tienen su base. Para 2020, la rama congoleña parecía ser en general más débil que la mozambiqueña. Las dos alas operan en su mayoría de manera autónoma y tienen vínculos más fuertes con el comando central de IS que entre sí. Antes del surgimiento de IS-CAP, se sabía que los islamistas mozambiqueños y congoleños habían tenido contactos ocasionales. Se sabe que el ala IS-CAP de Mozambique recibe "apoyo financiero y material" desde Sudáfrica, y al menos dos ciudadanos sudafricanos probablemente se habían unido a la insurgencia de Cabo Delgado a fines de 2020. Además, la conquista de Mocímboa da Praia proporcionó a IS-CAP ingresos constantes, ya que el grupo pudo controlar el comercio local de minerales y drogas, sirviendo como un centro importante para el contrabando de narcóticos. Mientras tanto la rama IS-CAP congoleña se limita principalmente a partes del este del Congo, afirmado que sus ataques en Uganda están organizados por "un destacamento de seguridad". Étnicamente, la rama congoleña está dominada por los ugandeses, seguidos por los congoleños, muchos de los cuales fueron reclutados a la fuerza.
El comando central de IS ha designado su rama somalí como "centro de comando" para ambas alas de IS-CAP. Sin embargo, los investigadores no han encontrado evidencia de que el comando central tenga un control significativo sobre sus sucursales del sur. Según los informes, para 2021, IS-CAP estaba dirigido por Abu Yasir Hassan, un tanzano, en Cabo Delgado, y Musa Baluku en el Congo. Además, Bonomade Machude Omar (alias "Ibn Omar") fue identificado como "comandante principal y coordinador principal de todos los ataques" de IS-CAP en Mozambique por el Departamento de Estado de los Estados Unidos. En marzo de 2021, el Departamento de Estado de los Estados Unidos designó las sucursales en la República Democrática del Congo y Mozambique como organizaciones terroristas separadas con los nombres "ISIS-RDC" e "ISIS-Mozambique".